# Olga Poltaranina
Olga Michailowna Poltaranina, geborene Dudtschenko (kasachisch Ольга Михайловна Полтаранина, geb. Дудченко; * 27. Februar 1987 in Leninogorsk, Oblast Ostkasachstan, Kasachische SSR, Sowjetunion) ist eine kasachische Biathletin.

## Karriere
Olga Poltaranina ist die Tochter des kasachischen Nationaltrainers Michail Dudtschenko, der auch sie trainiert. Sie ist mit dem kasachischen Langläufer Alexei Poltaranin verheiratet, 2009 bekam das Ehepaar einen Sohn. Die ausgebildete Polizistin debütierte schon 2000 mit 13 Jahren bei den Juniorenweltmeisterschaften im Sommerbiathlon in Chanty-Mansijsk. Hier gewann sie mit Irina Moschewitina und Wiktorija Afanassjewa Staffelgold und wurde Zehnte im Sprint und Neunte in der Verfolgung.
Ihre nächsten Auftritte bei internationalen Turnieren waren bei den Juniorenweltmeisterschaften im Biathlon 2001, ebenfalls in Chanty-Mansijsk und 2002 in Ridnaun. In Ridnaun gewann Poltaranina Bronze im Sprint und wurde Sechste in der Verfolgung und mit der Staffel. 2002 gab sie ihr Debüt im Europacup in Obertilliach, wo sie 21. im Sprint wurde. 2003 startete sie als 16-Jährige auch erstmals bei den Biathlon-Weltmeisterschaften von Chanty-Mansijsk. Sie wurde im Sprint eingesetzt, wo sie 74. wurde.
Zum Beginn der Saison 2003/04 gab Poltaranina auch ihr Debüt im Biathlon-Weltcup bei einem Sprintrennen in Kontiolahti (67.). Danach wurde sie jedoch fast nur noch im Europacup eingesetzt. 2004 gewann sie zum ersten Mal ein Einzel in Obertilliach. Seit der Saison 2006/07 wurde Dudtschenko vermehrt im Weltcup eingesetzt. Bei den Biathlon-Weltmeisterschaften 2007 in Antholz trat sie im Einzel an und wurde 69.
Nach mehreren Jahren Pause startete Olga Poltaranina zum Auftakt des Weltcups 2010/2011 in Östersund im Einzel und kam auf Platz 37. Damit gewann sie erstmals Punkte im Weltcup. In Östersund verbesserte sie im weiteren Verlauf der Saison ihre Bestleistung in einem Verfolgungsrennen auf Rang 24.

## Statistiken

### Weltcupplatzierungen
Die Tabelle zeigt alle Platzierungen (je nach Austragungsjahr einschließlich Olympische Spiele und Weltmeisterschaften).
- 1.–3. Platz: Anzahl der Podiumsplatzierungen
- Top 10: Anzahl der Platzierungen unter den ersten zehn (einschließlich Podium)
- Punkteränge: Anzahl der Platzierungen innerhalb der Punkteränge (einschließlich Podium und Top 10)
- Starts: Anzahl gelaufener Rennen in der jeweiligen Disziplin
- Staffel: inklusive Mixed- und Single-Mixed-Staffeln

| Platzierung            | Einzel | Sprint | Verfolgung | Massenstart | Staffel | Gesamt |
| ---------------------- | ------ | ------ | ---------- | ----------- | ------- | ------ |
| 1. Platz               |        |        |            |             |         |        |
| 2. Platz               |        |        |            |             |         |        |
| 3. Platz               |        |        |            |             |         |        |
| Top 10                 |        |        |            |             | 1       | 1      |
| Punkteränge            | 5      | 4      | 6          |             | 33      | 48     |
| Starts                 | 16     | 35     | 11         |             | 34      | 96     |
| Stand: 31. Januar 2025 |        |        |            |             |         |        |

### Olympische Winterspiele
Ergebnisse bei Olympischen Winterspielen:
|                                             | Einzelwettbewerbe | Einzelwettbewerbe | Einzelwettbewerbe | Einzelwettbewerbe | Staffelwettbewerbe | Staffelwettbewerbe |
| Sprint                                      | Verfolgung        | Einzel            | Massenstart       | Damenstaffel      | Mixedstaffel       |                    |
| ------------------------------------------- | ----------------- | ----------------- | ----------------- | ----------------- | ------------------ | ------------------ |
| Olympische Winterspiele 2018 \| Pyeongchang | 63.               | –                 | 46.               | –                 | 14.                | –                  |